# 花仙子 (攝影作品)
《花仙子》（Cottingley Fairies）首度出現於1917年，拍攝地點號稱是在英國布拉德福德附近的一座小鎮。共有五張相片的該系列照片顯示：俗稱花仙子的好幾位小精靈和兩位小女孩, Elsie Wright 和 Frances Griffiths 在森林中嬉戲。這个小女孩的父親是照片的作者，聲稱此照片並無作假；在此照片公佈後，轟動一時，專業攝影師經過鑑定後，證明此照片並未造假。之後，知名英國推理作家柯南·道爾在對照片真實性保留態度下，以這照片為背景，於雜誌寫了一篇文章。
1981年，照片主角之一的小女孩 Frances Griffiths 聲稱當年這些照片為做假，但她堅持有與花仙子精靈一起嬉戲的這件事。